# Филимонов, Сергей Юрьевич
Сергей Юрьевич Филимонов (род. 2 февраля 1975, Уштобе) — казахстанский тяжелоатлет, серебряный призёр Олимпийских игр 2004 года в Афинах, победитель Азиады-2002, бронзовый призёр Азиады-1998, чемпион Европы (1995), многократный чемпион Казахстана по тяжёлой атлетике, Заслуженный мастер спорта Республики Казахстан(2004). Тяжёлой атлетикой начал заниматься с 9 лет.

## Лучшие результаты
- Рывок: 173,5 кг (в категории до 77 кг) — 2004 г. — Алматы (Казахстан)
- Толчок: 202,5 кг (в категории до 77 кг) — 2002 г. — Пусан (Республика Корея)
- Двоеборье: 375,0 кг (в категории до 77 кг) — 2002 г. — Пусан (Республика Корея)

## Награды
- Орден Курмет (2004)[1]